# Defant Glacier
Defant Glacier är en glaciär i Antarktis. Den ligger i Västantarktis. Argentina, Chile och Storbritannien gör anspråk på området. Defant Glacier ligger 619 meter över havet.
Terrängen runt Defant Glacier är huvudsakligen kuperad, men norrut är den platt. Trakten är obefolkad. Det finns inga samhällen i närheten.